# Estació de Castellar del Vallès
L'Estació de Castellar del Vallès és un projecte d'estació de la línia Barcelona-Vallès de FGC, com a ampliació de la línia S2 fins a Castellar del Vallès.
L'estació quedaria situada a la plaça de la Fàbrica Nova, a uns 500 metres del nucli antic del municipi, en el cas que es projectés. Tot i que en 2010 es van aprovar els estudis informatiu i d'impacte ambiental i es va obrir el període d'informació pública, el projecte ha quedat aturat per les dificultats econòmiques.
| Línia Barcelona-Vallès de FGC |                    |       |          |                        |
| Procedència/Destinació        | <                  | Línia | >        | Procedència/Destinació |
| Barcelona - Pl. Catalunya     | Pla de la Bruguera | obres | terminal | terminal               |